# Inge Heiremans
Inge Heiremans (9 juni 1981) is een Belgische voetbalster die vanaf het seizoen 2017/2018 uitkomt voor KV Mechelen in de Belgische Tweede klasse. Ze speelde ook 44 keer voor de Red Flames.

## Loopbaan

### Club
Heiremans speelde bij Rapide Wezemaal voordat ze naar de Verenigde Staten vertrok om daar te gaan studeren. In de VS speelde ze bij de universiteitsteams Jacksonville Dolphins en de Lindenwood Lions in de NCAA, en speelde ook op het  hoogste niveau in IJsland, de Verenigde Staten en Duitsland vooraleer in 2005 terug te keren naar België.
Met Rapide Wezemaal (dat zich later omdoopte tot Sint-Truiden) speelde ze jarenlang in de Women's Cup en werd ze twee keer kampioen. Daarna speelde ze twee seizoenen voor Lierse, keerde één seizoen terug naar Sint-Truiden voor het eerste seizoen in de Women's BeNe League) en ging dan naar KSK Heist. Na drie jaar met Heist in de Super League stapte ze in 2017 over naar KV Mechelen.

### Red Flames
Heiremans maakte haar debuut bij de nationale ploeg (U19) in een verloren wedstrijd tegen Nederland op 1 juni 1996. Haar eerste drie goals kwamen er twee jaar later, in de 10-0 tegen Hongarije. Bij de U19 haalde ze 13 caps - de laatste in 1999 - en scoorde ze 8 keer.
Al van tijdens haar periode bij de U19 speelt ze ook bij de Red Flames: ze debuteerde op 19 augustus 1997 tegen Australië en scoorde een eerste keer in de met 5-1 verloren match tegen Rusland in 1998. Haar laatste interland was de met 0-2 gewonnen match tegen Noord-Ierland in 2012. In totaal behaalde ze 53 selecties en 44 caps en scoorde ze zes keer.

## Erelijst
Spelend voor Rapide Wezemaal/STVV
- Belgisch landskampioen

2006, 2007, 2010
- Belgisch bekerwinnaar

2007
- Belgische Supercup

2006